# Куопіоська губернія
Куопіоська губернія (фін. Kuopion lääni, рос. Куопиоская губерния)  — адміністративно-територіальна одиниця Російської імперії (Велике герцогство Фінляндія) в 1809—1917 та Фінляндії в 1917—1997 роках.

## Географія
Розташована в східній частині Фінляндії, в області Саволакс-Карельських озер. На півночі і північному заході межувала з Улеоборзькою губернією, на заході — з Вазаською, на півдні — Санкт-Міхельскою, на південному сході — Виборзькою, на сході — Олонецькою губерніями.

## Історія
4 березня 1782 шведський король Густав III своїм наказом утворив губернію Саво-Карелія. 1809 року внаслідок російсько-шведської війни стала частиною Великого герцогства Фінляндського. 1831 року рішенням імператора Миколи I сформовано Куопіоську губернію.
В часи російської імперії площа становила 42 730 км². Після здобуття Фінляндією незалежності 1917 року губернія зберегла свої кордони. 1945 року внаслідок Другої світової війни втратила території на сході. Втім до неї долучалися рештки Виборзької губернії. В результаті на 1948 рік площа становила 19 954 км².
1960 року виокремлено губернію Північна Карелія. У 1997 році її повернуто до складу Куопіоської губернії. Того ж року вона стала частиною Східної Фінляндії.

## Адміністративний устрій
Центр — Куопіо. В часи Російської імперії поділялася на повіти: Ійсалмі, Іломанці, Куопіо, Ліппі, Піеліярві та Рауталампі. У межах провінції було 3 міста (Куопіо, Ійсалмі, Йоенсуу), 1 містечко (Нурмес), 39 сільських громад.
У 1997 році в губернії 24 муніципалітети, з яких п'ять — міста (Ійсалмі, Кірувесі, Куопіо, Суоньоньокі та Варкаус).

### Губернатори часів російської імперії
- Ларс Сакклен (1831—1833)
- Густав Адольф Рамсей (1833—1854)
- Берндт Федерлі 1854—1855
- Стен Кнут Йоган Фуругельм (1855—1862)
- Самуель Генрік Антелл (1862—1866)
- Йоган Август фон Ессен (1866—1873)
- Карл Густаф фон Креймер (1873—1884)
- Август Олександр Ярнефельт (1884—1888)
- Йохан Фредрік Амінофф (1888—1899)
- Генрік Екерман (1899—1900)
- Едвард Габріель Крогіус (1900—1903)
- Мартін Олексіус Берг (1903—1905)
- Еміль Вільгельм Стеніус (1905—1911)
- Вернер Миколаус Тавастьєрна (1911—1913)
- Артур Спере (1913—1917)

### Губернатори часів Фінляндії
- Альберт фон Гелленс (1917—1918)
- Густав Ігнатіус (1918—1940)
- Петер Вільгельм Хейкінен (1940—1950)
- Лаурі Рійконен (1950—1960)
- Ерккі Мантере (1960—1966)
- Рісто Гьолте (1966—1978)
- Кауко Г'єрппе (1978—1993)
- Олаві Мартікайнен (1993—1997)

## Населення
На 1910 рік мешкало 330 тис. осіб, з яких 306 тис. — в сільській місцині.
За переписом населення 1993 року мешкало 258 662 осіб. Переважно населення фіни і карели, більшість з яких є лютеранами. Втім значний відсоток православних.

## Економіка
Розвинуто було землеробство і скотарство. Вирощували жито, ячмінь, овес і картоплю. У 1861 році було засновано Куопіоське сільськогосподарське товариство. Значними є поголів'я рогатої худоби, вироблялосяся молоко і масло. В 1908 році було 28 тис. голів коней, 158 тис. голів великої рогатої худоби.
Значні лісові промисли, полювання, рибальство і видобуток озерної залізної руди. З губернії вивозилися лісові матеріали, залізо, масло. У 1908 році діяло 874 промислових закладів, де працювало 7,8 тис. осіб. Були зосереджені головним чином в Куопіо.
Важливою транспортною артерію був Сайменський канал. Через губернію проходили залізниці Куопіо — Котка (побудовано 1890 року) і Куопіо—Ійсалмі (1902 рік).
В часи Фінляндії ці галузі зберігають пріоритет. При цьому відбувається механізації процесів.